# Изолована систолна артеријска хипертензија
Изолована систолна артеријска хипертензија  (акроним ИСАХ) један је од облика повишеног крвног притиска у коме је систолни крвни притисак (у систолној фази) премашује психолошку норму (од најмање 140 мм Хг) док је дијастолни крвни притисак (са растерећењем срчаног мишића између контракција), мањи од 90 мм Хг.  Настаје услед изражене ригидности (крутости) и смањене растегљивости  зида централне аорте услед слабо еластичног колагена у њеном зиду. Нелечена изолована систолна хипертензија утиче на појаву хипертрофије срчаног мишића (миокарда) и дијастолну срчану инсуфицијенцију.
Ова врста хипертензије је чешћа код старијих особа, посебно код жена старијих од 60 година, са хипертензијом.
Генерално, организам се временом прилагођава повећаном крвном притиску и учи да живи са њим тако да пацијент не осећа никакве симптоме. Међутим, ово стање повећава оптерећење срца и крвних судова и има дугорочне последице по његово здравље.
Значај систолног крвног притиска научници су открили 1990-их, када је постало јасно да дијастолни крвни притисак мање варира, а да су фактор ризика за коронарну болест срца и мождани удар повећани кад се систолни притисак, повећава током живота. Изолована систолна хипертензија је најчешћи облик хипертензије који се најчешће не лечи. Конституцијске карактеристике повезане са изолованом систолном хипертензијом код старијих особа су старост, пол (мушки) и индекс телесне масе (гојазност). Обим проблема оправдава већу пажњу контроли систолног крвног притиска, како у истраживању, тако и у клиничкој пракси.

## Епидемиологија
Изолована систолна артеријска хипертензија, према досадашњим истраживањима, је присутна код пацијената старости 60-69 година у 40% до 80% случајева, а код старијих од 80 година у 95%, и у непрестаном је порасту. Удео хипертоничара са ИСАХ расте на:
- 19% код особа старости до 40 година,
- 30% у четвртој деценији,
- 34% у петој деценији,
- 44% у шестој деценији,
- 51% у седмој деценији и
- 57% у  старијих од 80 година.

Мушко женски однос
Код хипертоничара старости до 50 година, ИСАХ је чешћи код жена. Међутим, код старијих од 50 година  ИСАХ преовлађује код мушкараца, и присутна је код њих 60% и 37% нелечених и лечених хипертоничара. 
Старост
Међу нелеченим хипертоничарима, старост је била повезана са ИСАХ на нивоу значајности п < 0,001; ОР = 1,051 и 95% ЦИ 1,037-1,065. У подгрупи преко 60 година повезани су следећи фактори:
- старост (п = 0,013; ОР = 1,048 и 95% ЦИ 1,010-1,087);
- пол - мушки (п = 0,004; ОР = 2,578 и 95% ЦИ 1,361-4,881) и
- висина (п = 0,044; ОР = 0,966 и 95% ЦИ 0,933-0,999).

Преваленција ИСАХ међу младим одраслим особама је током последње деценије 21. века у сталном порасту, и чешћа је од систолно/дијастолне хипертензије. Чини се да су гојазност, пушење и низак социоекономски статус важне детерминанте ИСАХ међу младим одраслим особама.
Према подацима из литературе изолована систолна артерисјка хипертензија код старијих пацијената је прогностички фактор за развој кардиоваскуларних болести, чак и при нивоу систолног крвног притиска од 150-160 мм Хг. Што код једне трећине пацијената изазива компликације од постојећих срчаних тегоба.
Морбидитет
Хипертензија  је водећи узрок морбидитета и морталитета  повезан са гојазношћу, коронарном артеријском болешћу срца, цереброваскуларном болешћу и бубрежном инсуфицијенцијом.
Студије показују да је хипертензија водећи патоген за 500.000 можданих удара код пацијената у Северној Америци (од којих је половина фатална) и скоро милион инфаркта миокарда годишње.
Код пацијената са високим крвним притиском кумулативна инциденција првих кардиоваскуларних знакова у року од 10 година износи 10% код мушкараца и 4,4% код жена.
Подаци National Health And Nutrition Examination Survey показују да је систолна хипертензија у младости (20-30) у последњој деценији више од два пута - до 2,6-3,2% случајева.
Преваленција систолне хипертензије код хипертиреозе је 20-30%.
У студијама из 154 земље које су укључивале 8,69 милиона учесника, процењује се да је између 1990. и 2015. године стопа систолног крвног притиска (СКП) од најмање 110 до 115 мм Хг порасла са 73.119 на 81.373 на 100.000 особа, и СКП од 140 мм Хг или више порастао је са 17.307 на 20.526 на 100.000 особа. Процењена стопа годишњих смртних случајева повезаних са СКП од најмање 110 до 115 мм Хг порасла је са 135,6 на 145,2 на 100.000 особа, а за СКП од 140 мм Хг или више порасла је са 97,9 на 106,3 на 100.000 особа.
У међународним истраживањима, иако постоји несигурност у неким проценама, преваленција повишеног СКП (≥110-115 и ≥140 мм Хг) значајно се повећала између 1990. и 2015. године, са одговарајућим повећањем смрти повезаних са повишеним СКП. Пројекције засноване на овом узорку сугеришу да је 2015. године процењено да је 3,5 милијарди одраслих имало СКП од најмање 110 до 115 мм Хг, а 874 милиона одраслих имало је СКП од 140 мм Хг или више.

## Етиологија
У скоро 90% случајева високог крвног притиска не зна се тачан узрок болести (примарна хипертензија), а у мање од 10% пораст крвног притиска настаје као последица других болести као што су:
- смањењена еластичност великих артерија у у каснијем периоду живота због акумулације масних наслага (холестерола) на унутрашњој страни зидова крвних судова, познатом као атеросклероза;[15]
- аортна инсуфицијенција - дисфункцијом аортног залистка срца (на излазу аорте из леве срчане коморе);
- грануломатозни  аутоимуни  артеритис  аортног лука;
- хипералдостеронизмам (повећана активност надбубрежног кортекса и повећана производња хормона алдостерона, што доприноси повећању запремине циркулишуће крви);
- повећана активност штитне жлезде (тиреотоксикоза или хипертироидизам);
- бубрежна болест, посебно, стеноза бубрежне артерије;
- метаболички синдром;
- шећерна болест код особа старије животне доби;
- анемија.

Међу најчешћим разлозима због којих се систолна хипертензија може развити код младих људи, спадају хормонске промене везане за узраст. Међутим, хипертензија код младих и средњих година повећава ризик од тешких кардиоваскуларних болести у будућности.
Васкуларна ремоделација која се јавља код хипертензије доводи до повећаног периферног васкуларног отпора и повећане брзине пулсног таласа. Артеријско корито складишти крв обогаћену супстратом и делује као канал за њену испоруку до системских органа и ткива. Механика артерија зависи од крутости артерије, дебљине артеријског зида и пречника артерије. Укоченост артерија је мерљив и важан фактор кардиоваскуларног ризика. Артерије се укоче као последица повећаног таложења колагена, фрагментација и губитак еластина који се јављају са старењем. Ово се клинички манифестује као повећана брзина пулсног таласа (ПВВ), брзина којом пулсни талас путује кроз артеријско корито.

### Генетика
Наследност игра веома важну улогу у настанку хипертензије, јер велики број пацијената има ген Ц3Ф који је одговоран за појаву високог крвног притиска. Такође, 70-80% пацијената има породичну историју високог крвног притиска. 

## Фактори ризика
У најчешће факторе ризика спадају;
- животна доб;
- недостатак кретања;
- злоупотреба масти, соли и алкохола;
- висок холестерол у крви;
- недостатак калцијума у телу;
- шећерна болест,[17]
- гојазности.[18]
- оперативни захвати.[19]

Вероватноћа систолне хипертензије је повећана ако је болест присутна код крвних сродника, јер се неки знаци регулације крвног притиска преносе генима.
Пацијенти са вишим крвним притиском у детињству показали су повишен крвни притисак касније у животу. То намеће обавезу правовремене дијагнозе хипертензије код деце са дијабетесом типа 1 и ефикасну и рану интервенцију,  јер спречава развој а атеросклерозе у раном животу и смањује  морбидитет и морталитет од коронарне васкуларне болести до 10 пута код пацијената са дијабетесом типа 1.

## Патогенеза
Патогенеза развоја изоловане систолне хипертензије објашњава се:
- низом поремећаја сложеног процеса регулације и контроле крвног притиска,
- нарушеног минутног волумена
- промене системског васкуларног отпора.

Код хипертензије може доћи до повећања минутног волумена срца или повећања системског васкуларног отпора, или истовремено долази до повећања оба параметра.
Неурогену контролу крвног притиска врши вазомоторни центар - група барорецептора мозга, који реагују на напетост васкуларних зидова повећањем аферентне импулсне активности. Ово, заузврат, смањује ефикасну симпатичку активност и побољшава тонус вагусног нерва, што смањује учесталост срчаних контракција и шири крвне судове. Међутим, са годинама, осетљивост барорецептора се постепено смањује, што је карактеристика систолне хипертензије код старијих особа.
Крвни притисак и цео процес циркулације такође контролише ренин-ангиотензин систем у телу. Под утицајем ренина долази до биохемијске конверзије сужавања у судовима хормона ангиотензина неактивни пептид ангиотензина1 .
Ренин-ангиотензин систем је један од механизама којим бубрези учествују у контроли крвног притиска. Ренин је протеолитички ензим, а ослобађа се када артеријски притисак постане пренизак. Ренин се у неактивном облику, проренину, налази у јукстагломеруларним ћелијама бубрега, а промене које узрокује пад артеријског притиска доводе до пуцања молекула проренина и ослобађања ренина. Сам по себи, ренин није у стању да модификује притисак, али делује на протеин ангиотензиноген, који се производи у јетри, а резултат ове реакције је ослобађање ангиотензина I из ангиотензиногена. Ренин се у циркулишућој крви задржава највише један сат, утичући за то време на стварање ангиотензина I. Ангиотензин I је биолошки слабо активан, он делује благо вазоконстрикторно, али не у довољној мери да изазове значајне циркулацијске промене. Међутим, готово одмах по његовом стварању, у крвним судовима плућа се, под утицајем ангиотензин-конвертујућег ензима, од ангиотензина I (који има 10 аминокиселина) одвајају две аминокиселине, па тако настаје пептид од 8 аминокиселина- ангиотензин II. Ангиотензин II се у крви задржава врло кратко, минут-два, пошто га други ензими крви и ткива деактивирају (ангиотензиназе). Ангиотензин II, путем механизма негативне повратне спреге, а под нормалним околностима, инхибира лучење ренина, чиме се спречава појава хипертензије.
Недавна употреба АЦЕ (ензим који конвертује ангиотензин) који се претвара у активни октапептид ангиотензин 2 (А2) и2 показала је да он изазива смањење лумен крвних судова и ослобађање кортикостероидног хормона алдостерона коре надбубрежне жлезде. Заузврат, повећање нивоа алдостерона у крви доприноси повећању циркулишућег волумена неравнотеже натријумових јона (На+) и калијума (К+) у крви, као и повећаном крвном притиску. Ово се дешава када хипералдостеронизам.
Између осталог, повећано ослобађање ренина и стимулација бета-адреноцептора симпатичких катехоламина нервног система (адреналин, норадреналин, допамин), који се у вишку ослобађају при прекомерном физичком стресу; дугорочно стање психо-емоционалног прекомерног издисања; повећана агресија и стрес; тумори надбубрежне жлезде (феохромоцитом).
Растерећење мишићних влакана зидова крвних судова атријални натриуретски пептид (АНП) се ослобађа из атријалних ћелија миокарда (кардиомиоцита) под стресом и изазива излучивање мокраће (диурезу), излучивање натријума путем бубрега и умерено смањење крвног притиска. 
Поред тога, функција васкуларних ендотелних ћелија може бити поремећена код пацијената са овом врстом хипертензије. Ендотел који облаже васкуларну шупљину синтетише ендотелин - најмоћнија вазоконстрикторна пептидна једињења. Њихова повећана синтеза или осетљивост на ендотелин-1 може довести до смањења формирања азотног оксида, што доприноси вазодилатацији - опуштању зидова крвних судова.
А патогенеза изоловане систолне хипертензије код хипертиреозе је због чињенице да хормон тријодотиронин повећава срчани волумен и крвни притисак током срчане контракције.

## Клиничка слика
Болест почиње благим и јако ретким симптомима систолне хипертензије:
- периодични осећај тежине у глави и/или бол у врату ( окципитална главобоља, која је израженије ујутру)
- вртоглавица,
- тинитус (зујање у ушима),
- хладне руке и стопала,
- палпитације,
- поремећаји сна су неки од симптома лабилне (нестабилне) хипертензије која се често јавља код млађих особа.
- епистакса код старијих особа са хроничном (упорном) хипертензијо

Како патологија напредује, симптоми се погоршавају, додају се напади са интензивнијом главобољом и мучнином, убрзаним радом срца, отежаним дисањем и болом иза леве грудне кости. 
Ако дође до компликација, може доћи до отежаног дисања, нервозе, мучнине, несанице, неправилних откуцаја срца, болова у грудима, главобоље, грчева у мишићима, полиурије (обилно мокрење) и ноктурије (ноћно мокрење).
Када разлог за повећање крвног притиска лежи у хиперактивности коре надбубрежне жлезде и прекомерном нивоу алдостерона, пацијенти доживљавају и прве симптоме болести у облику опште слабости, главобоље и болова у срцу.

### Стадијуми
Изолована систолна артеријска хипертензија у свом развоју пролази кроз три стадијума:
- Први  -  крвни притисак  од 140-159 / 90-99 мм Хг.
- Други - крвни притисак 160-179 / 100-109 мм Хг.
- Трећи - крвни притисак ≤180 / ≤110 мм Хг.

### Облици
У клиничкој пракси разликују се следеће врсте систолне хипертензије:
- Изолована систолна артеријска хипертензија - ако је индекс систолног крвног притиска већи од 140 мм Хг. А дијастолни не прелази 90 мм Хг.
- Нестабилна или лабилна систолна хипертензија која се манифестује периодичним повећањем крвног притиска (обично не више од 140 мм Хг) током контракције срчаног мишића. Главни разлози су повезани са прекомерним ослобађањем адреналина, норепинефрина и допамина, што доводи до повећаног минутног волумена срца у крвотоку;
- Стабилна систолну хипертензију коју карактерише упорно повишен систолни крвни притисак са градацијом индекса - 140-159 мм Хг  (блага облик) и изнад 160 мм Хг  (умерени облик).

## Дијагноза
Стандардна дијагноза систолне хипертензије почиње прикупљањем притужби пацијената и мерењем крвног притиска тонометром, као и слушањем срчаних тонова фоноендоскопом.
Дијагноза може укључивати:
- електрокардиограм (ЕКГ),
- ехокардиографију (ултразвук срца),
- ултразвук бубрега и штитне жлезде,
- рендгенски снимак артерија (ангиографија) и
- ултразвук крвотока (доплер).

Основни тестови укључују: 
- анализу крви ( холестерол и глукозу, хормоне штитне жлезде, алдостерон, креатинин и уреу);
- општа анализу мокраће.

## Диференцијална дијагноза
Диференцијална дијагноза је дизајнирана да разликује систолну хипертензију, на пример, од других  синдрома.

## Компликације и последице
Ефекти и компликације повезане са систолном артеријском хипертензијом утичу на циљне органе (срце, бубрези, мозак, ретина, периферне артерије) и изгледају овако:
- хипертрофија леве коморе;
- аритмија и атријална фибрилација;
- плућна хипертензија;
- отказивање срца;
- склероза церебралних артерија са акутним оштећењем церебралне циркулације (мождани удар) или хроничном енцефалопатијом на позадини недовољног снабдевања крвљу можданог ткива;
- склеротичне промене крвних судова и бубрежног паренхима са хроничном бубрежном инсуфицијенцијом (поремећена гломеруларна филтрација);
- погоршање вида (због сужења судова мрежњаче).

## Терапија

### Када започети са терапијом ИСАХ
Тренуто се воде расправе око две препоруке свих главних смерница о хипертензији:
- Прва препорука - је да се започне лечење антихипертензивним лековима када је систолни крвни притисак најмање 140 ммХг или дијастолни крвни притисак најмање 90 ммХг код пацијената са хипертензијом 1 степена и ниским или умереним укупним кардиоваскуларним ризиком, па чак и када је крвни притисак у високом нормалном распон код пацијената са шећерном болести и претходним кардиоваскуларним обољењима.[23]
- Друга препорука - је постизање нивоа систолног крвног притиска испод 140 ммХг код свих хипертоничара, укључујући и старије особе, и вредности испод 130 ммХг код пацијената са шећерном болести и пацијената са високим/веома високим ризиком.[23]

Иако досадашње критичке анализе резултата доступних испитивања показују да су докази оскудни за обе препоруке, тебало би прихватити као опрезне ове изјаве, пошто се антихипертензиви веома добро толеришу и чини се да се снижавање систолног крвног притиска испод 130 ммХг добро толерише.
Према светским препорукама, лечење систолне хипертензије укључује хигијенско-дијететске методе и терапију лековима. 

### Хигијенско-дијететске методе
Хигијенско-дијететске методе обухватају:
- редукција вишка тежине,
- смањени унос хране,
- одвикавање од пушења,
- ограничавање потрошње соли,
- забрану употребе алкохолних пића,
- избегавање употребе животињских масти.
- физичко вежбање
- узимање витамина.

### Терапија лековима
Лекови који се користе за лечење систолне хипертензије укључују:
- Диуретици (Тиазид) хидрохлоротиазид (Хидротиазид) клопамид, индапамид, торасемид (трифас). Хидрохлоротиазид се прописује као једна или две таблете током дана. Фуросемид и други диуретици Хенлеове петље нису лекови избора у лечењу благе до умерене ипертензије. Корисни су код тврдоглаве хипертензије и код пацијената са бубрежном инсуфицијенцијом. Диуретици који штеде калијум (спиринолактон, амилорид, триамтерен) - низак диуретички ефекат. Они су корисни као помоћна терапија тиазидима за спречавање губитка К. Спиринолактон додатно смањује ТА-НД-гинекомастију и импотенцију. Спиринолактон такође има кардиопротективни ефекат. Могући нежељени ефекти су сува уста, жеђ, смањен апетит, мучнина и повраћање, конвулзије, смањен број откуцаја срца, смањен ниво калијума. Овај лек је контраиндикован код проблема са бубрезима, код панкреатитиса, шећерне болести, гихта и трудноће.
- Средства која инхибирају дејство АЦЕ и блокирају синтезу ангиотензина II - еналаприл (Енап, Ренитал, Вазотек, Вазолаприл), каптоприл, лизиноприл, моноприл, синоприл;
- Антагонисти калцијума - дилтиазем (Дилатам, Диакордин, Алтиазем, Цордиаз), Верапамил, Нифедипин;
- Бета блокатори - су важна група лекова у превенцији коронарних компликација, посебно после инфаркта миокарда.  Бета-блокатори су компетитивни антагонисти који блокирају рецепторска места за епинефрин (адреналин) и норепинефрин на адренергичким бета-рецепторима.  Неки блокирају активацију свих типова бета-адренергичких рецептора (β1, β2 и β3), а други су селективни за један од три типа бета рецептора.[24] Лек избора код младих, као и код пацијената који имају ангину пекторис, или су имали инфаркт миокарда или дисфункцију леве коморе. Контраиндикације су: опструктивна плућна болест и поремећаји у проводљивости (АВ блок, брадикардија). Антихипертензивно дејство се постепено развија  током 14 дана- успоравање пулса и смањење минутног волумена. Током време минутни волумен се враћа у нормалуа ТА остаје снижена. У ову групу лекова спадају:  лабеталол (Абетол, Лабетол, Ламитол, Пресолол), пиндолол (Пинадол, Приндолол) карведилол (Карвидил, Карвенал, Корвазан, Ведикардол) небиволол, целипролол;
- Блокатори ренина - Алискирен (Рацилеус), Кардосал;
- Блокатори рецептора ангиотензина II (инхибитори ангиотензина II) - валсартан, лосартан, итд .;
- Вазодилататори - непресол (дихидралазин, хипопресол, тонолизин).

## Прогноза
Прогноза систолне артеријске хипертензије, посебно њеног стабилног облика, зависи од многих фактора. Пре свега, о степену повећања крвног притиска и присуству срчаних и церебралних компликација.
Према подацима из литературе код мушкараца са овом болешћу (у поређењу са мушкарцима који имају нормалан крвни притисак), повећан ризик од умирања од коронарне болести је 28%, а код жене - скоро 40%.
Да систолна хипертензија повећава ризик од деменције код старијих људи, потврдило је једно истраживање у коме је установљено да  антихипертензивна терапија код 1.000 хипертензивних пацијената лечених антихипертензивним лековима током 5 година,  може спречити 19 случајева деменције.